# Somoto
Somoto é uma cidade e um município da Nicarágua, situada no departamento de Madriz. Tem 466 km² de área e sua população em 2020 foi estimada em 38.967 habitantes.